# محمد لطيف
محمد لطيف (23 أكتوبر 1909 - 17 مارس 1990)، هو لاعب كرة سابق بنادي الزمالك ومنتخب مصر لكرة القدم، ومعلق رياضي كان يلقب بشيخ المعلقين. 

## ميلاده
وُلد في 23 أكتوبر 1909 في محافظة بني سويف وهو كابتن وجناح أيمن فريق مدرسة الخديوية وبعد فوز المدرسة بكأس دورة المدارس عام 1920 ضمه حسين حجازي إلى فريق الزمالك.

## تاريخه

### لاعب
بدأ محمد لطيف مسيرته الاحترافية في نادي الزمالك عام 1926، سجل أول أهدافه بالقميص الأبيض في في مرمى الأهلي خلال مباراة ودية بين الفريقين ليصبح لطيف المهاجم الرئيسي لنادي الزمالك لسنوات عديدة. فاز لطيف مع ناديه بستة ألقاب لكأس مصر. كما فاز مع القلعة البيضاء بدوري منطقة القاهرة لمدة ثمانية مواسم، ولقبين لكأس الملك فؤاد، ليصبح اجمالي ما حققه مع ناديه 16 بطولة. سجل لطيف ستة أهداف لنادي الزمالك في ديربي القاهرة، وكان قائدًا للزمالك في أوائل الأربعينيات.

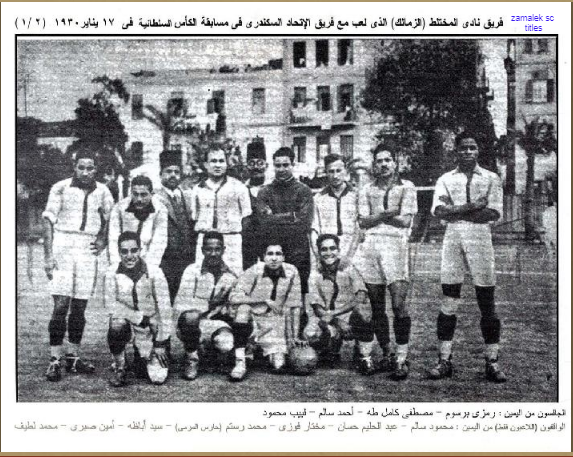
محمد لطيف ضمن تشكيلة فريق نادي الزمالك في عام 1930

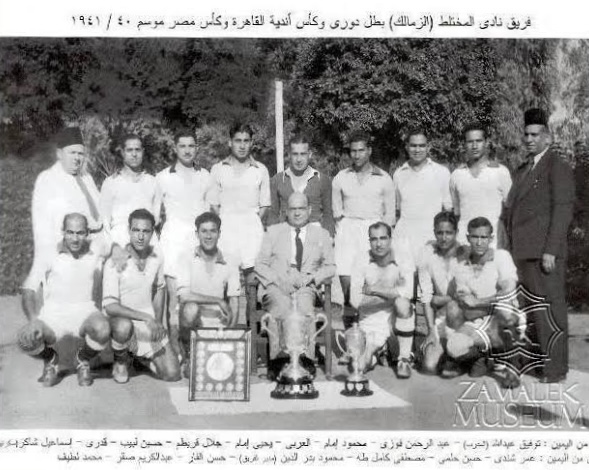
لطيف ضمن تشكيلة فريق نادي الزمالك الذي سيطر على جميع مسابقات كرة القدم في مصر؛ كأس مصر، ودوري القاهرة، وكأس الملك فؤاد، 1941

لعب لمنتخب مصر عام 1932 وكان ضمن منتخب مصر الذي شارك في بطولة كأس العالم الثانية عام 1934 بإيطاليا. بعد كأس العالم، ذهب لطيف إلى جلاسجو والتحق بنادي رينجرز، أقوى الأندية الإسكتلندية أثناء دراسته التربية الرياضية في منتصف الثلاثينيات. وكذلك فعل حارس المرمى مصطفى كامل منصور، ربما بناءً على اقتراح من مدرب منتخب مصر، الاسكتلندي جيمس ماكراي. لعب في الدوري الاسكتلندي مع رينجرز في موسم 1935–36، وبعد فترة قصيرة، عاد إلى نادي الزمالك في موسم 1936-37 ولعب حتى اعتزاله. كان محمد لطيف جزءًا من الفريق القومي المصري الذي لعب في الدورة الأوليمبية الصيفية عام 1936 في برلين. اعتزل الكرة عام 1945 وكانت آخر مبارياته مع منتخب الجيش المصري أمام فريق ألوندرز.

### بعد الاعتزال
عمل كحكم حتى حصل على الشارة الدولية وأدار العديد من المباريات الدولية.
وهو أول من أدخل التعليق على كرة القدم بالتليفزيون وكان مراقب عام البرامج الرياضية بالتليفزيون على مدى 16 عام. أذاع مباريات كأس العالم منذ عام 1964

محمد لطيف

زادت شهرته عندما اتجه عام 1948 إلى مجال التعليق على المباريات وظل مع الميكروفون حتى وافته المنية في 17 مارس 1990 وكان يلقب بشيخ المعلقين، وتميز محمد لطيف بأسلوب مميز خاص به في التعليق على مباريات كرة القدم وكان تعليقه من الأهمية بمكان خاصة في مباريات فريقي الزمالك والأهلي.
وقد بلغ حدًّا من الشهرة إلى حد استضافته في الأفلام المصرية في شخصية المعلق الرياضي على مباريات كرة القدم ولعل من أبرز تلك الأفلام هو فيلم غريب في بيتي بطولة سعاد حسني ونور الشريف ، وفيلم في الصيف لازم نحب بطولة صلاح ذو الفقار وسمير غانم.

## إنجازات

### لاعب
نادي الزمالك
- دوري منطقة القاهرة: 1928–29، 1929–30، 1931–32، 1933–34، 1939–40، 1940–41، 1943–44، 1944–45
- كأس مصر: 1931–32، 1934–35، 1937–38، 1940–41، 1942–43، 1943–44
- كأس الملك فؤاد: 1934، 1941

### مدرب
نادي الزمالك
- كأس مصر: 1961–62

## روابط خارجية
- محمد لطيف على موقع قاعدة بيانات كرة القدم.إي يو (الإنجليزية)
- محمد لطيف على موقع بيانات كرة القدم. دي إي (الألمانية)
- محمد لطيف على موقع ناشيونال فوتبول تيمز (الإنجليزية)
- محمد لطيف على موقع Soccerway.com (الإنجليزية)
- محمد لطيف على موقع عالم كرة القدم.نت (الإنجليزية)
- محمد لطيف على موقع أوليمبيديا (الإنجليزية)